# San Didero
San Didero is een gemeente in de Italiaanse provincie Turijn (regio Piëmont) en telt 500 inwoners (31-12-2004). De oppervlakte bedraagt 3,3 km², de bevolkingsdichtheid is 152 inwoners per km².
De volgende frazioni maken deel uit van de gemeente: Volpi, Leitera.

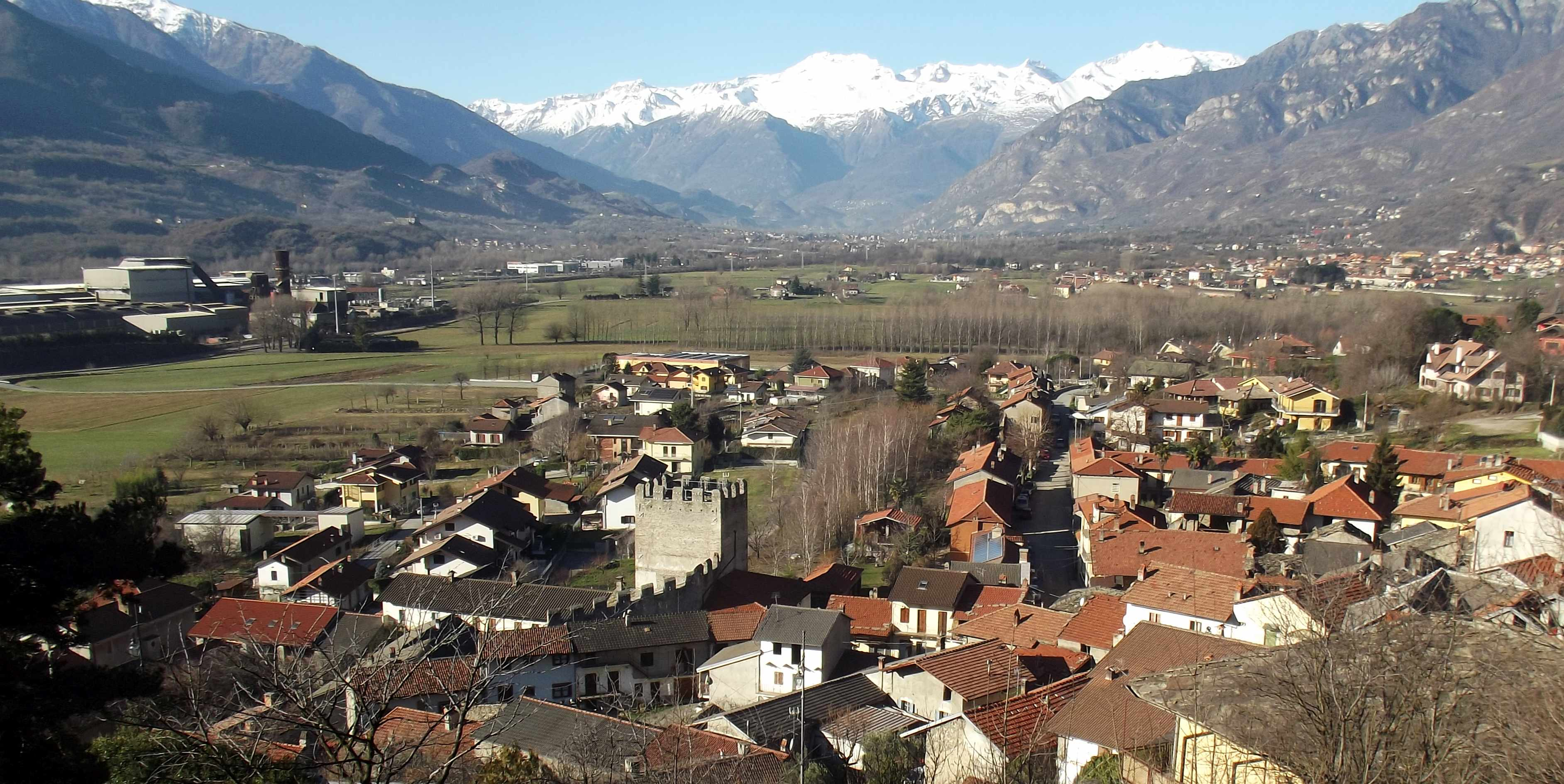
San Didero
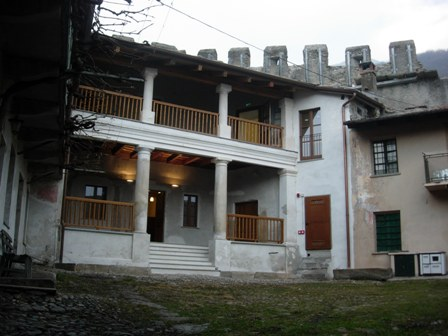
Fort van San Didero
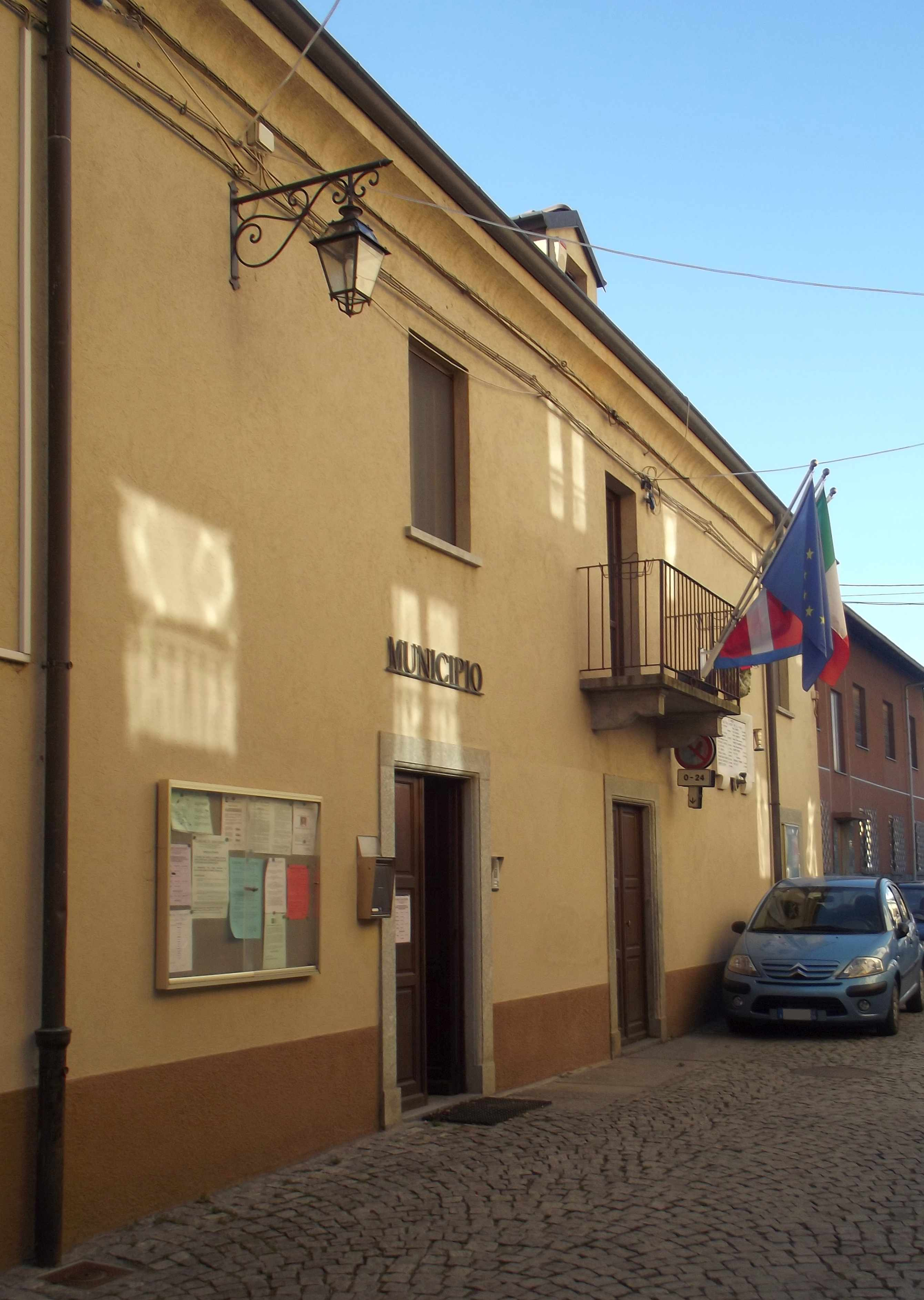
Gemeentehuis

## Demografie
San Didero telt ongeveer 207 huishoudens. Het aantal inwoners steeg in de periode 1991-2001 met 22,2% volgens cijfers uit de tienjaarlijkse volkstellingen van ISTAT.
| Jaar | Inwoneraantal |
| ---- | ------------- |
| 1991 | 352           |
| 2001 | 430           |

## Geografie
De gemeente ligt op ongeveer 430 m boven zeeniveau.
San Didero grenst aan de volgende gemeenten: Condove, Bruzolo, San Giorio di Susa, Borgone Susa, Villar Focchiardo.
1. ↑  https://demo.istat.it/?l=it.